# 富国基金
富国基金管理有限公司是中華人民共和國一家基金管理公司，成立于1999年的北京。該公司由海通证券有限公司、申银万国证券股份有限公司、江苏证券有限责任公司、福建国际信托投资公司、山东省国际信托投资公司共同发起设立。2001年3月，富国基金总部迁往上海。2003年5月，加拿大蒙特利尔银行参股，富国基金成为中外合资基金管理公司。

## 外部連結
- 官方网站